# District de Yanping
Le district de Yanping (延平区 ; pinyin : Yánpíng Qū) est une subdivision administrative de la province du Fujian en Chine. Il est placé sous la juridiction de la ville-préfecture de Nanping.